# Alariogirlitz

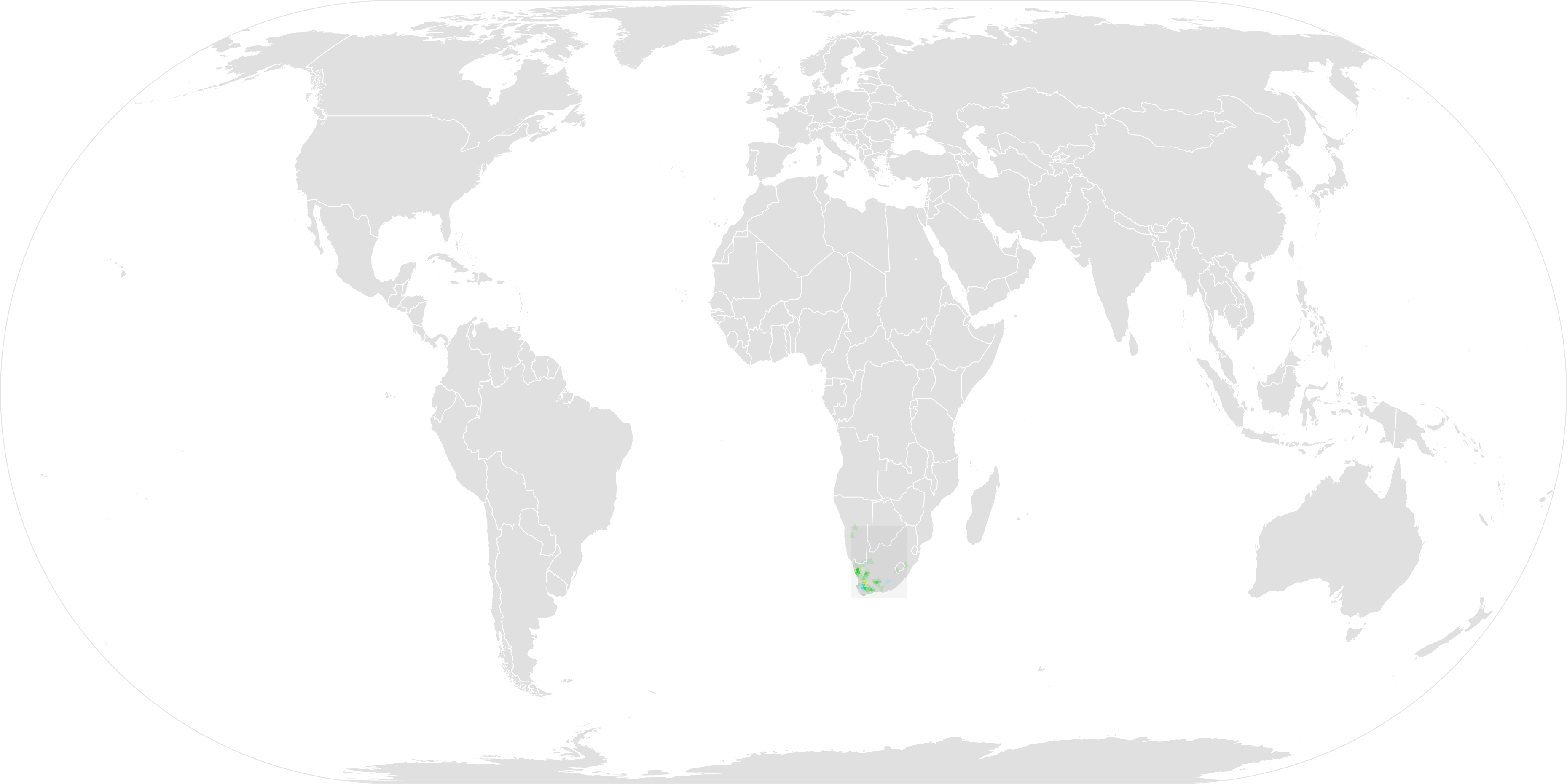
Verbreitungsgebiet

Der Alariogirlitz (Serinus alario) ist ein Fink aus der Gattung der Girlitze. Sein Verbreitungsgebiet umfasst den Süden und den Südwesten Afrikas. In Europa wird er gelegentlich als Ziervogel gehalten.
Der Alariogirlitz hat ein kontrastreiches schwarz-weißes und braunes Körpergefieder. Er erreicht eine Körperlänge von 11,5 bis 12,5 Zentimeter. Der Gesang ist flötend und ähnelt dem Kanarienvogel. 

## Fortpflanzung
Der Alariogirlitz ist ein Freibrüter. Das Weibchen legt drei bis fünf Eier in ein mit Gräsern, Pflanzenfasern, Tierhaaren und Moos ausgekleidetes Nest. Die Brutdauer beträgt etwa 13 Tage.

## Haltung als Ziervogel
Der Alariogirlitz fühlt sich am wohlsten in einer Innenvoliere. Bei Käfighaltung neigt diese Art zu Verfettung. Er gilt als friedlicher Vogel, der gemeinsam mit Artgenossen und anderen Kleinvögeln gehalten werden kann.